# Гределі
Гределі (Ґределе, пол. Gredele) — село в Польщі, у гміні Орля Більського повіту Підляського воєводства. Населення — 157 осіб (2011).

## Історія
Вперше згадується 1576 року.
У 1975—1998 роках село належало до Білостоцького воєводства.

## Демографія
Демографічна структура станом на 31 березня 2011 року:
|          | Загалом | Допрацездатний вік | Працездатний вік | Постпрацездатний вік |
| -------- | ------- | ------------------ | ---------------- | -------------------- |
| Чоловіки | 75      | 13                 | 43               | 19                   |
| Жінки    | 82      | 12                 | 21               | 49                   |
| Разом    | 157     | 25                 | 64               | 68                   |